# Фрэнсис, Эндрю (епископ)
Эндрю Фрэнсис (англ. Andrew Francis, 29 ноября 1946, Пакистан — 6 июня 2017) — католический прелат, ординарий епархии Мултана.

## Биография
Родился 29 ноября 1946 года в Пакистане. После получения среднего образования вступил в семинарию Христа Царя, после окончания которой 10 января 1972 года был рукоположён в священника. Служил в соборе Святейшего Сердца Иисуса и в церкви святого Антония Падуанского в Лахоре.
3 декабря 1999 года Римский папа Иоанн Павел II назначил Эндрю Френсиса ординарием епархии Мултана. 26 февраля 2000 года Эндрю Френсис был рукоположён в епископа.